# Let the Blind Lead Those Who Can See but Cannot Feel
Albums de Atlas Sound
Logos
(2009)
Let the Blind Lead Those Who Can See but Cannot Feel  est le premier album d'Atlas Sound, pseudonyme de Bradford Cox, sorti en 2008.

## Liste des titres
Toutes les chansons ont été composées par Bradford Cox.
| #   | Titre                                                | Durée |
| --- | ---------------------------------------------------- | ----- |
| 1.  | A Ghost Story                                        | 2:44  |
| 2.  | Recent Bedroom                                       | 3:46  |
| 3.  | River Card                                           | 3:20  |
| 4.  | Quarantined                                          | 4:20  |
| 5.  | On Guard                                             | 3:40  |
| 6.  | Winter Vacation                                      | 4:00  |
| 7.  | Cold As Ice                                          | 3:33  |
| 8.  | Scraping Past                                        | 4:30  |
| 9.  | Small Horror                                         | 2:54  |
| 10. | Ready, Set, Glow                                     | 2:58  |
| 11. | Bite Marks                                           | 4:18  |
| 12. | After Class                                          | 3:29  |
| 13. | Ativan                                               | 2:51  |
| 14. | Let the Blind Lead Those Who Can See but Cannot Feel | 3:45  |

### Disque Bonus
Vendu avec l'édition européenne, commercialisé par 4AD. Cette collection de titres est sortie aussi par Kranky, comme un extended play appelé Another Bedroom EP.
| #  | Titre                | Durée |
| -- | -------------------- | ----- |
| 1. | Another Bedroom      | 5:41  |
| 2. | It Rained            | 3:05  |
| 3. | Stained Glass Swan   | 2:58  |
| 4. | The Abandoned Closet | 2:16  |
| 5. | Spring Break         | 4:57  |
| 6. | ABC Glasgow          | 5:02  |

## Crédits
- Bradford Cox - ingénieur du son, mixage
- Brian Foote - mixage
- Craig S. McCaffrey - assistant
- Bob Weston - mastering

## Sorties
- Amérique du Nord (éditeur Kranky) : compact disc, double vinyle (ref : KRANK 114)
- Europe (éditeur 4AD) : double CD (ref : CADD 2811CD), téléchargement digital (ref : EAD 2811A)